# Удина (река, впадает в Коробожу)
Удина — река в России, протекает по территории Мошенского и Боровичского районов Новгородской области. Длина реки составляет 62 км, площадь водосборного бассейна 966 км², река впадает в озеро Коробожа — исток Увери.
В древности имела большое транспортное значение, являясь частью водного пути из Волги в озеро Ильмень и Великий Новгород, а позднее в Санкт-Петербург. По Увери, озеру Коробожу, Удине, цепочке озёр к северу от Боровичей и волоку назад во Мсту (называвшегося Нижним волоком, в отличие от Верхнего волока из Тверцы в Цну возле Вышнего Волочка) проходил обходной маршрут, позволявший небольшим судам миновать Боровичские пороги на Мсте.

## География и гидрология
Рядом с рекой расположены населённые пункты: Лединка, Горлово, Сергейково, Зихново, Любони, Каменный, Удино, Минькино, Березняки, Стряпово, Меглино, Юхново, Яковищенские Ключи, Яковищи, Сивцево, Михеево.
- В 16 км от устья, по левому берегу реки впадает Ямница.
- В 12 км от устья, по правому берегу реки впадает Кадвиша.

Другие притоки реки — Лядня, Маленка.

## Данные водного реестра
По данным государственного водного реестра России относится к Балтийскому бассейновому округу, водохозяйственный участок реки — Мста без р. Шлина от истока до Вышневолоцкого, речной подбассейн реки — Волхов. Относится к речному бассейну реки Нева (включая бассейны рек Онежского и Ладожского озера).
Код объекта в государственном водном реестре — 01040200212102000020438.